# John Frost (chartiste)
Pour les articles homonymes, voir John Frost et Frost.
John Frost (25 mai 1784 – 27 juillet 1877) est un éminent chef de file du mouvement britannique chartiste dans le soulèvement de Newport (Newport Rising).

## Enfance
John Frost est né à Newport, Monmouthshire, où son père, également nommé John, tenait le "Royal Oak Inn", rue Thomas. Une plaque bleue honorant Frost est située sur le côté de l'ancien bureau de poste dans la rue principale, marquant l'emplacement approximatif de son lieu de naissance. Orphelin, John a été principalement élevé par son grand-père, bottier ; il a été apprenti chez un drapier en laine à Bristol et fut plus tard commerçant à Londres. Les tendances politiques de Frost ont été grandement influencées par Thomas Paine et William Cobbett. 
Ses parents, John et Sarah Frost, ont fréquenté Hope Baptist Chapel, située derrière l'actuelle rue commerciale et Skinner Street. Leurs huit enfants y ont tous été baptisés.
La mère de Frost, Sarah, est décédée tôt dans son enfance et il a été élevé par ses grands-parents. Il fut apprenti bottier chez son grand-père et a quitté la maison à l'âge de seize ans pour devenir apprenti drapier et tailleur, d'abord à Cardiff, puis Bristol et plus tard à Londres. Il retourna à Newport en 1806 pour démarrer sa propre entreprise qui devint prospère. Il épousa une veuve, Mary Geach, en 1812. En onze ans, ils eurent huit enfants. Frost était tenu en grande estime et affection pour son caractère attrayant et a été félicité d'être "studieux, calme et obéissant".

## Carrière politique
En 1821, Frost est mêlé à un différend avec un avocat de Newport, Thomas Prothero qui était également juriste de la ville, au sujet du testament de son oncle. Dans une lettre, Frost a accusé Prothero d'être responsable de l'exclusion du premier du testament. Prothero l'a poursuivi pour diffamation et Frost a été condamné à payer 1 000 £. Frost a alors accusé Prothero de faute professionnelle. Encore une fois, Prothero l'a poursuivi pour diffamation et a de nouveau gagné. En février 1823, Frost est emprisonné pendant six mois et dit en des termes non équivoques que de nouvelles accusations contre Prothero entraîneraient une peine plus longue.
Après sa libération, Frost a tourné sa colère contre les amis et partenaires commerciaux de Prothero, notamment Charles Morgan, 1er baron Tredegar, de Tredegar House and Park, un grand propriétaire foncier et industriel de Newport et du sud du Pays de Galles. Dans un pamphlet de 1830, il accuse Morgan de « seigneur des bidonvilles », maltraitant ses nombreux locataires et préconise une réforme électorale comme moyen de demander des comptes à Morgan et à d'autres comme lui. Une appréciation à la fois de la compétence littéraire de Frost et de son exaspération croissante peut être obtenue facilement en examinant ses premières lettres à Sir Charles Morgan lui-même parmi tant d'autres.
Au début des années 1830, Frost devient de plus en plus un revendicateur du suffrage universel.
Se révélant un chartiste de premier plan, il est élu en 1835 comme conseiller de Newport et nommé magistrat. Il devient également commissaire à l'amélioration et Poor Law Guardianu. L'année suivante il devient maire de Newport. Son comportement agressif et son élection en tant que délégué à la Convention chartiste en 1838, cependant, lui aliénèrent davantage ses anciens ennemis. Il a été dûment contraint de démissionner de son poste de maire l'année suivante et le ministre de l'Intérieur l'a également révoqué de sa nomination comme magistrat.

## Lettre à Lord John Russell
En raison de son rôle continu au sein du mouvement chartiste, le ministre de l'Intérieur  Russell révoque Frost de son poste de juge de paix. En réponse, lors d'une convention chartiste à Pontypool, Frost écrit à Russell une simple lettre contenant les chansons chartistes contemporaines du Pays de Galles, exprimant les sentiments et la détermination des mineurs gallois :
| Uphold those bold Comrades, who suffer for you, Who nobly stand foremost, demanding your due, Away with the timid –'tis treason to fear– To surrender or falter, when danger is near, For now that our leaders disdain to betray 'Tis base to desert them, or succour delay 'Tis time that the victims of labour and care Should for reap what is labour's fair share 'Tis time that these voice in the councils be heard The rather than pay for the law of the sword; All power is ours, with a will of our own We conquer, united – divided we groan. Come hail brothers, hail the shrill sound of the horn For ages deep wrongs have been hopelessly borne Despair shall no longer our spirits dismay Nor wither the arms when upraised for the fray; The conflict for freedom is gathering nigh: We live to secure it, or gloriously die. | Soutenez ces hardis camarades qui souffrent pour vous, Qui se tiennent noblement avant tout, exigeant votre dû, Loin du timide - c'est une trahison à craindre - Se rendre ou faiblir, quand le danger est proche, Pour l'instant que nos dirigeants dédaignent de trahir C'est la base pour les abandonner, ou pour le retarder. Il est temps que les victimes du travail et des soins Récoltent ce qui est la juste part du travail Il est temps que ces voix dans les conseils soient entendues Plutôt que de payer par la loi de l'épée ; Tout pouvoir est à nous, avec une volonté de notre part Nous conquerrons, unis ; divisés, nous gémissons. Venez saluer mes frères, saluer le son strident du cor Pendant des siècles, des torts profonds ont été désespérément supportés Le désespoir ne sera plus notre lot consterné Ni flétris les bras lorsqu'ils sont soulevés pour la mêlée ; Le conflit pour la liberté approche : Nous vivons pour la garantir, ou nous mourrons glorieusement. |

.
Néanmoins, alors que le désir des Gallois de se rebeller était toujours plus fort, Frost lui-même souhaitait toujours reporter la date d'un soulèvement. Fin octobre, les chartistes gallois tenaient des réunions quotidiennes dans le Monmouthshire pour tenter de forcer une rébellion armée. Les archives suggèrent qu'en fin de compte, se trouvant incapable de reporter plus longtemps la date d'un soulèvement organisé et doutant toujours de son succès, Frost fondit en larmes. Une conférence de trente membres a finalement fixé la date du 3 novembre.

## The Newport Rising

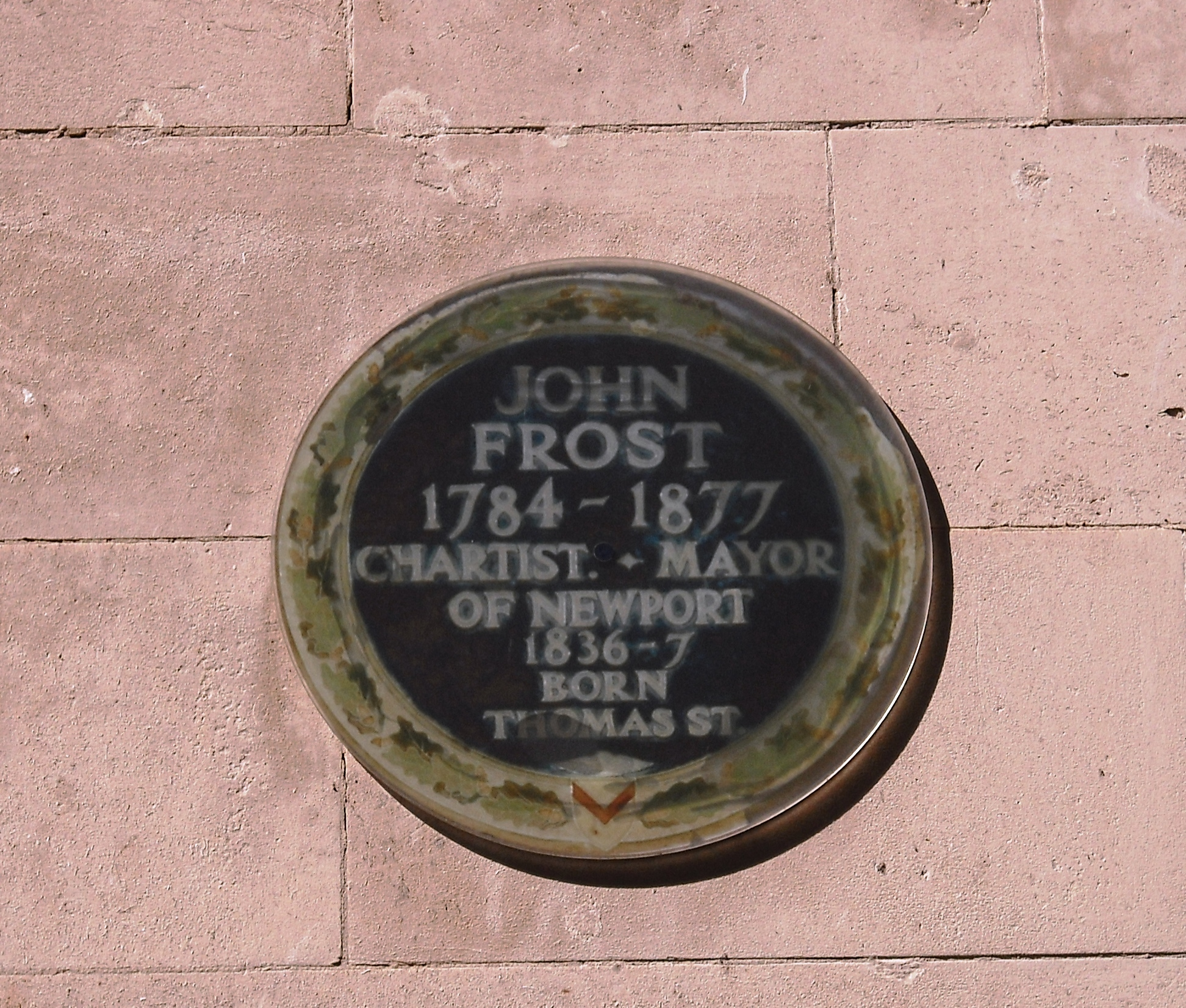
Plaque commémorative, High Street, Newport.

Les 3 et 4 novembre 1839, John Frost, avec William Jones et Zephaniah Williams, mène une marche chartiste devant le Westgate Hotel à Newport. La raison de la confrontation sur le plateau reste opaque, même si elle peut avoir ses origines dans l'hésitation de Frost envers les attitudes les plus violentes de certains des chartistes et l'animosité personnelle qu'il portait envers certains membres de l'« establishment » de Newport, installés dans l'hôtel avec 60 soldats armés. Le mouvement chartiste dans le sud-est du Pays de Galles était révolté pendant cette période, après l'arrestation de Henry Vincent, un agitateur de premier plan, emprisonné à proximité dans la prison de Monmouth. La colère des travailleurs était extrêmement grande, trop grande pour que Frost puisse les raisonner et les contrôler. Un de ses contemporains, William Price a décrit la prise de position de Frost, au moment du soulèvement, comme étant « se mettre une épée dans la main et une corde autour de son cou ».
La marche, qui avait pris de l'ampleur tout au long du week-end alors que Frost et ses associés conduisaient les manifestants depuis les villes de la vallée au-dessus de Newport, comptait quelque 3 000 personnes lorsqu'elle est entrée dans la ville. Selon le plan, trois colonnes de trois directions devaient marcher sur Newport et prendre la ville avant l'aube. Le contingent partant de Blackwood était commandé par Frost, le détachement venant de Nantyglo par Williams et le corps principal de Pontypool par Jones. Les trois colonnes devaient se réunir à Risca, mais cela ne se produisit pas. En raison d'une tempête qui avait fait rage dans la nuit, tous arrivèrent en retard, et le pire problème était que le retard laissait aux autorités de Newport suffisamment de temps pour avoir vent de ce qui se passait et se préparer à affronter les chartistes armés qui se rapprochaient. Des gendarmes spéciaux ont prêté serment à la hâte, les chartistes connus de Newport ont été arrêtés et enfermés à l'hôtel Westgate où le maire détenait 30 soldats en réserve. Les troupes chartistes conduites par Frost, se rendant à l'hôtel à 9h30 et exigeant la reddition des prisonniers chartistes, s'avancèrent vers la porte. Lorsque les soldats postés dans l'hôtel ont commencé à tirer, dix à quinze chartistes sont morts sur le coup, une cinquantaine ont été blessés. L'événement sanglant s'est terminé en 20 minutes. Les mineurs chartistes étaient dans une très mauvaise position stratégique et les tirs les ont surpris. Quand ils se sont retirés, ils ont rencontré le contingent de Williams et à l'extérieur de la ville, la colonne de Jones. Il a été estimé à l'époque que la force de l'armée des chartistes se montait à 8 000 hommes et celle de Gammage à 20 000 hommes.
Dans l'ensemble, la bataille du Westgate n'a duré qu'environ 25 minutes, mais à la fin, 22 personnes étaient mortes ou mourantes et plus de 50 avaient été blessées. Un témoin oculaire a fait état d'un homme, blessé par balle, allongé sur le sol, demandant de l'aide jusqu'à ce qu'il meure une heure plus tard.

## Représailles du conseil local
Les représailles du conseil local ont immédiatement suivi. Les trois commandants et 150 chartistes ont été arrêtés en peu de temps. La rumeur se répandit que les insurgés chartistes avaient l'intention de prendre Cardiff le 5 novembre. Les magistrats de Cardiff sont pris de panique : outre la mobilisation des gendarmes spéciaux, ils construisent de sérieuses défenses militaires et l'équipage d'un navire américain au mouillage dans le port est également porté au secours des autorités. Après Newport, cependant, les vallées galloises ont été baignées dans le calme et même les districts industriels anglais ont été paralysés pendant un court moment.

## Jugements
Une récompense de 100 £ a été offerte pour la capture de Frost et il a été arrêté par l'avocat et commis Thomas Jones Phillips, puis accusé de haute trahison. Au début de 1840, avec Jones et Williams, il a été jugé au Monmouth's Shire Hall.
Tous les trois ont été reconnus coupables et sont devenus les derniers hommes en Grande-Bretagne à être condamnés à être pendus et écartelés.
Les chartistes se sont alors levés comme un seul homme pour soutenir les dirigeants de Newport, au risque de leur propre vie. O'Connor, O'Brien, Harney Taylor et d'autres leaders chartistes libres sous caution se sont dressés pour parler en leur nom. O'Connor a offert le revenu d'une semaine du Northern Star pour un fonds Frost et a engagé l'un des meilleurs avocats de l'époque,  Sir Frederick Pollock comme avocat de la défense. À la suite d'un énorme tollé général, cependant, ces condamnations sont discutées par le Cabinet et, le 1er février, le Premier ministre, Lord Melbourne, annonce que les exécutions seraient commuées en déportation à vie.
En arrivant à Van Diemen's Land (en Tasmania actuelle), Frost a été immédiatement condamné à deux ans de travaux forcés pour avoir fait une remarque désobligeante sur Lord John Russell, le secrétaire aux Colonies. Frost a travaillé pour un magasinier local, trois ans comme commis, avant de devenir instituteur pendant huit ans lorsqu'il a obtenu sa liberté.
Les chartistes britanniques ont continué à faire campagne pour la libération de Frost. Thomas Duncombe a plaidé le cas de Frost à la Chambre des communes, mais sa tentative d'obtenir un pardon en 1846 a échoué. Duncombe refusa d'être vaincu et en 1854, il persuada le premier ministre, Lord Aberdeen, d'accorder à Frost un pardon à la condition qu'il ne revienne jamais en Grande-Bretagne. Plutôt que de rester en Australie, Frost est immédiatement parti pour les États-Unis, avec sa fille, Catherine, qui l'avait rejoint en Tasmanie. Il a  alors fait un tour du pays, organisé par William Prowting Roberts, donnant des conférences sur l'iniquité du système de gouvernement britannique.

## Fin de vie

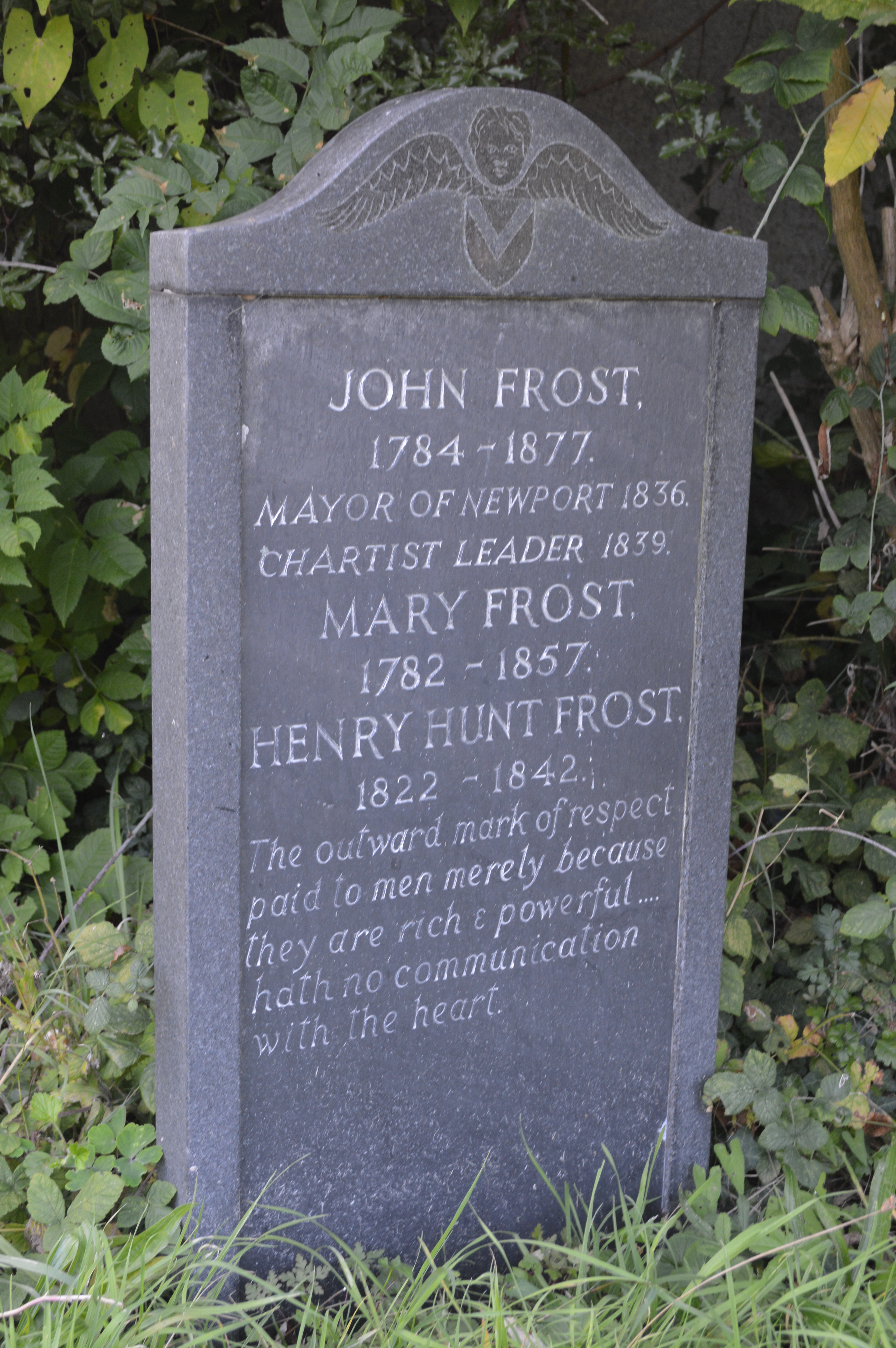
Plaque de sépulture des années 1980 sur la tombe de John Frost.

En 1856, lorsque l'obligation de résidence fut levée, Frost reçut une grâce inconditionnelle et il s'embarqua immédiatement pour Bristol. Il se retira à Stapleton, près de Bristol, mais continua à publier des articles prônant la réforme jusqu'à sa mort, à 93 ans, en 1877.
Frost a été enterré dans le cimetière de l 'église de la Sainte Trinité et St Edmund, à Horfield, conformément à sa volonté.
Dans les années 1980, Richard Frame a retrouvé la tombe perdue de Frost et a obtenu qu'une nouvelle pierre tombale soit érigée sur le site, avec l'aide d'une subvention du Newport Council. La nouvelle pierre tombale a été dévoilée par le leader du Parti travailliste Neil Kinnock,.
Une plaque gravée a été ajoutée au mur de The Mynde à Caerleon :
« Dans le dernier quart du XXe siècle, nous avons cru que le droit de vote était acquis. Cela n'a pas toujours été le cas. En 1839, après l'échec de la pétition auprès du gouvernement de l'époque, les hommes de Grande-Bretagne et du sud du Pays de Galles ont cherché à changer le système par des marches et des manifestations - le soulèvement chartiste. John Jenkins, le propriétaire de la maison Mynde et maître de l'usine de plaques de fer blanc de Ponthir, inquiet pour sa propriété, a construit le mur de Mynde afin d'empêcher les manifestants en maraude de sortir. Le mur devant vous est ce qui reste de ses efforts. »
« In the last quarter of the twentieth century we have taken the Right to Vote for granted. This was not always so, and in 1839 after the failure of petitioning the Government of the day, the men of Britain and South Wales sought to change the system through marches and demonstration – this was known as the Chartist Uprising. John Jenkins the owner of Mynde House and Master of the Ponthir Tin Plate Works, concerned for his property, constructed the Mynde Wall in order to keep marauding demonstrators out. The wall in front of you is what remains of his efforts. »
John Frost Square, dans le centre de Newport, a été nommé en son honneur. Une fresque murale de Kenneth Budd, à Newport Risin, sur la place, a été démolie en 2013. Un nouveau mémorial doit être réalisé avec 50 000 £ de financement du Newport City Conseil. Une planification décidée le 3 avril 2019 pour installer une réplique à l'échelle d'un quart de la fresque de Newport Rising à Rogerstone , à 5 km du centre-ville. Oliver, le fils de Kenneth Budd, a été chargé de la réaliser en utilisant les dessins originaux de 1978. En 1991, trois statues de Christopher Kelly commémorant le soulèvement chartiste de Newport, baptisées « Union, Prudence, Energy », ont été installées à l'extérieur du Westgate Hotel à Newport.